# 507-й отдельный учебный ремонтно-восстановительный батальон
507-й отдельный учебный ремонтно-восстановительный батальон (укр. 507-й окремий навчальний ремонтно-відновлювальний батальйон) — учебный батальон Сухопутных войск Вооружённых сил Украины (В/Ч А1317). Входит в состав 169-го учебного центра Сухопутных войск Вооружённых сил Украины.

## История
Воинская часть была создана в период с 15 по 30 апреля 1957 года как 381-я бронетанковая ремонтная мастерская 112-й гвардейской мотострелковой дивизии. Согласно директиве командующего войсками Киевского военного округа от 18 марта 1964 года на базе мастерской создан 507-й отдельный ремонтно-восстановительный батальон 48-й гвардейской танковой дивизии.
С 15 декабря 1972 года часть стала 507-м отдельным учебным ремонтно-восстановительным батальоном. После перевода учебной танковой дивизии в штат 169-го учебного центра подготовки младших специалистов танковых войск батальон вошёл в его состав.
В 2003 году в состав батальона была передана инженерно-саперная рота из расформированного 257-го учебного инженерно-саперного батальона.

## Символика
Нарукавная эмблема полка представляет собой щит, разделённый крестом на четыре поля. Чёрный цвет щита нарукавной эмблемы батальона указывает на его историческую принадлежность к ремонтным частям танковых войск. В центре щита изображена шестерня серебряного (белого) цвета со внутренним полем красного цвета, наложенная на скрещённые молоток и гаечный ключ серебряного (белого) цвета. На фоне шестерни изображена ремонтная машина золотого (жёлтого) цвета. Скрещённые молоток, гаечный ключ, шестерня и ремонтная машина свидетельствуют об основной задаче батальона — подготовке младших специалистов для ремонтно-восстановительных частей. Надпись укр. «Майстерність та якість» рус. «Мастерство и качество» — девиз батальона.